# モロッコ料理

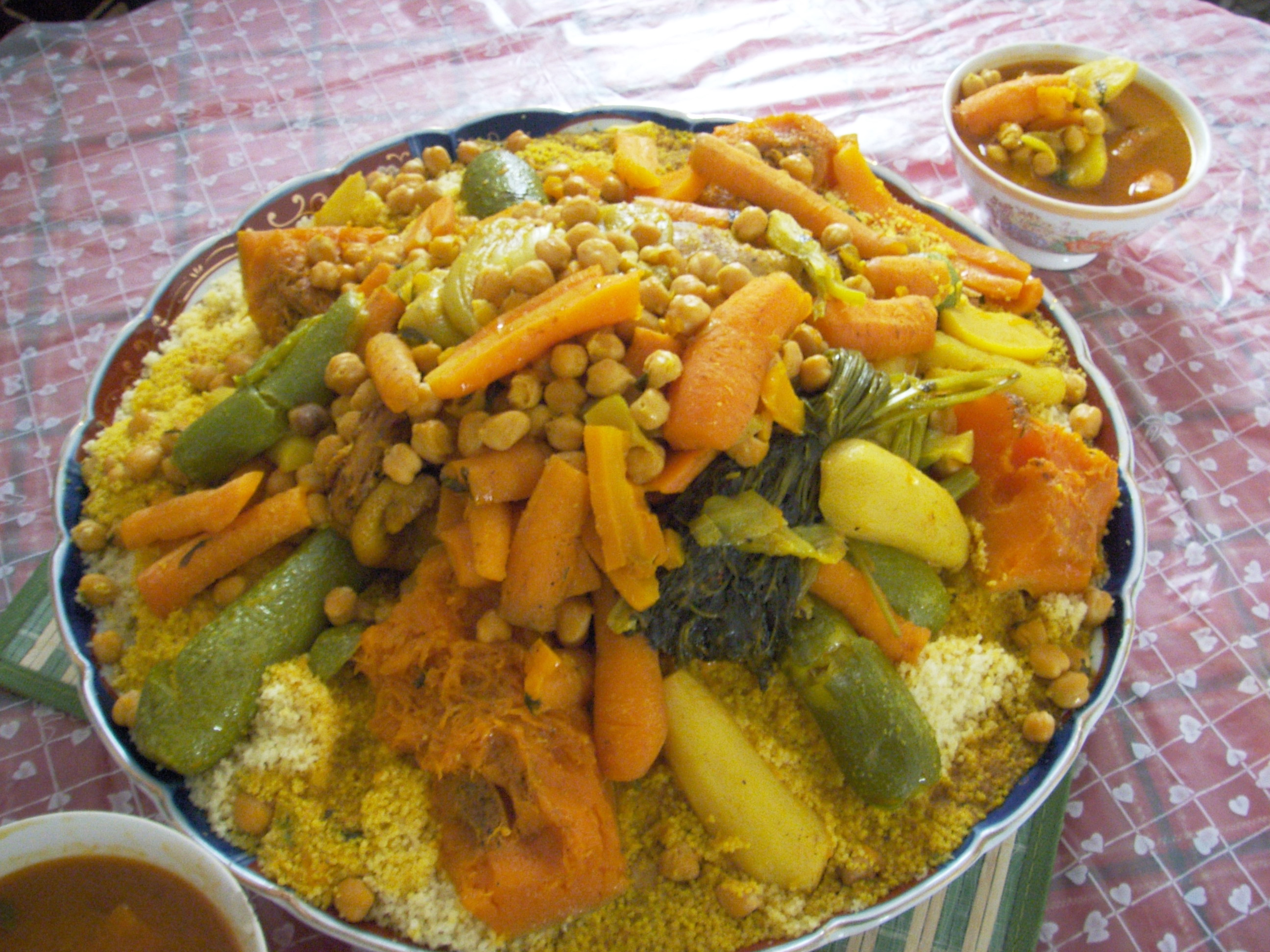
フェズのクスクス

モロッコ料理（モロッコりょうり、アラビア語：مطبخ المغرب）は、地中海料理、中世アラブ料理、ベルベル料理とアンダルシア料理が元になっている。オスマン帝国の支配を受けなかったため、アルジェリア料理やチュニジア料理に比べてトルコ料理の影響が少ない。

## 内容
モロッコ料理では、クミン、パプリカ、サフランがよく用いられ、ハリッサはクスクスに添える程度で、料理にあまり使わないためチュニジア料理ほど辛くない。よく使われるハーブにイタリアンパセリやコリアンダーリーフがある。料理に干しぶどう、デーツ、アーモンド、レモンの塩漬け、オリーブをよく用いるのも特徴的である。東地中海地方（マシュリク）のアラブ料理とは異なり、ヨーグルトの消費は少ない。主食は主にパンである。

モロッコ料理では牛肉と羊肉が最もよく用いられる肉である。マグリブで育てられている羊の種類は、脂肪のほとんどを尻尾の近くに蓄える。そのため、羊肉特有の臭みはあまり強くない。鶏肉や鳩の肉もよく食べられる。南部ではラクダを食用とする。
ミントと砂糖を入れた緑茶（アッツァイ）はとても人気があり、茶葉は中国緑茶の珠茶や珍眉茶が好まれる。

## モロッコの有名な料理

### 主食・主菜・副菜
- クスクス（كسكس）

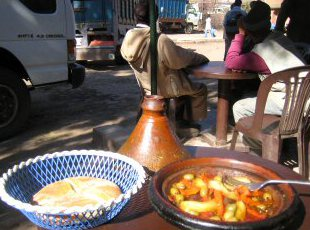
マラケシュのタージーンとパン

- バスティラ(بسطيلة) - ハトや鶏の肉を炒めたタマネギや揚げたアーモンドなどと一緒にワルカで包んで焼いたパイ。粉糖とシナモンをふりかけて食べるものが有名。パスティラ、ブスティラ、ビスティーヤなどとも呼ばれる。
- タージーン（طاجين）- 肉、野菜、果物などを円錐形の蓋のついた同名の土鍋で蒸し煮にした煮込み料理。
- バブーシュ(الببوش) - カタツムリを材料としたスープ料理。
- タンジーア（英語版）(طنجية) - 同名の口の狭い壷に牛や羊の肉と香辛料・塩漬けのレモン・バター・ニンニクを入れて紙でふたをし、モスクのハンマームの炉の灰に埋めてゆっくりと蒸し煮にした料理。出勤前にタンジーアを持ってモスクに行ってタンジーアを灰に埋めれば、仕事が終わる頃にはタンジーアがほどよく煮上がるため、独身男性向きの料理とされる。
- ケフタ（كفته）- 挽肉料理。串に刺してグリルしたり、タージーンで煮込む。
- ブリーク（英語版）（بريك）- トルコ料理のビョレクから派生した、チュニジア発祥のおかずパイ。ツナや鶏卵をワルカで包んで揚げたもの。

### 菓子
- ケネッファ（كنفة）- 揚げたワルカの層の間に揚げたアーモンドとアーモンドミルクの甘いソースを挟んだデザート。
- ロズ・ビル・ハリーブ（رز بالحليب）- 米をアーモンドミルクと牛乳で煮込んだライスプディング。
- ムハラビーヤ（محلبية）- コーンスターチと牛乳のプディング。
- クターイフ（قطايف）- クナーファ生地をバターで揚げ、アーモンドペーストを挟んでシロップで煮た菓子。
- ルジザ（رزيزة、）- パンケーキ、麺料理。細長く紐のように伸ばした生地を、固めて焼いたパンケーキ。
- ムスンメン - 朝食などに食べるフラッドブレッドの一種。

## モロッコ料理の食材

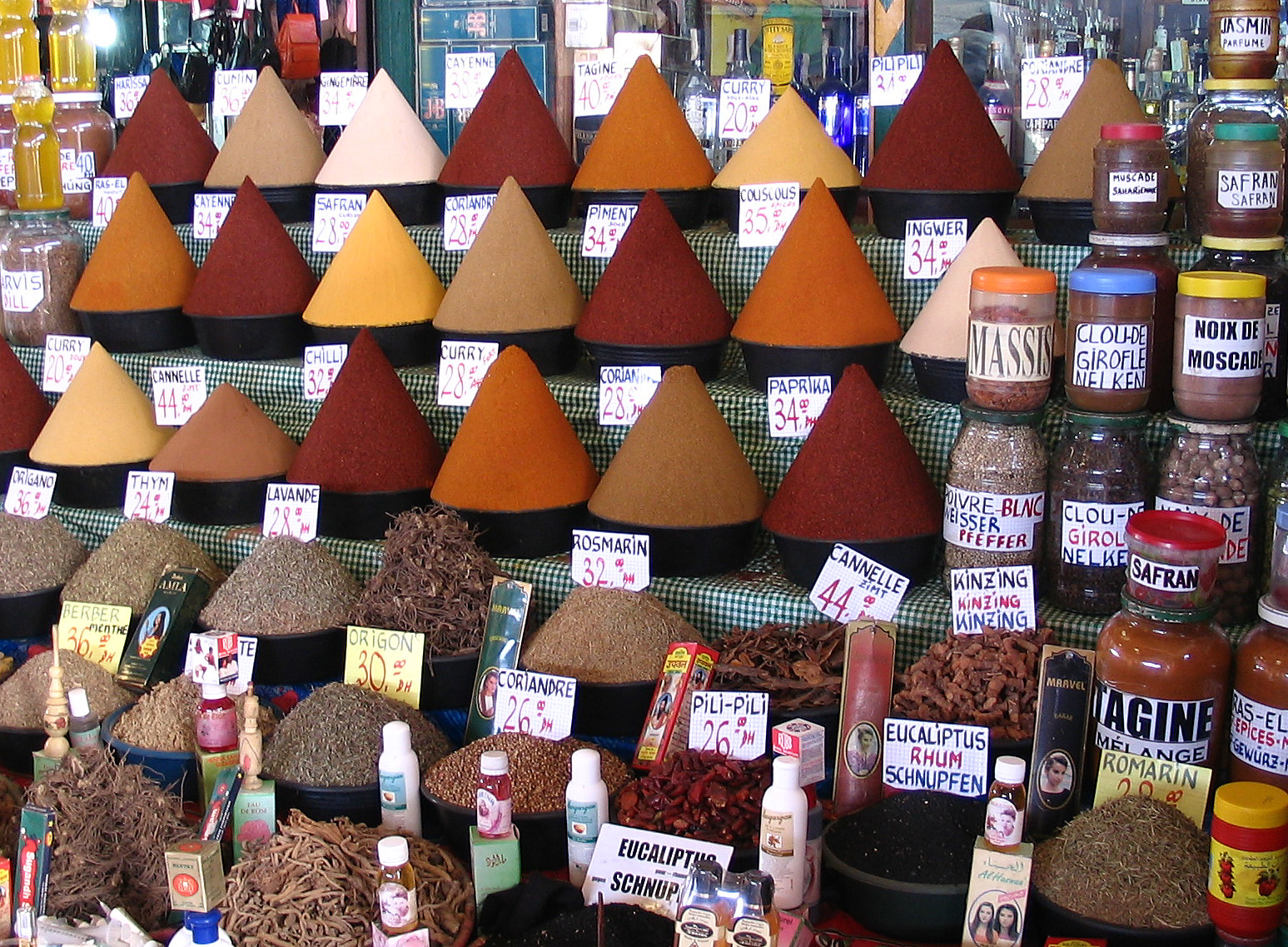
スパイスマーケット

- ワルカ（ورقة）- 紙のように薄いパイ生地。バスティラやデザートに用いる。東地中海のフィロに似ているが、製法が違う。
- アルガン油 - アカテツ科アルガンノキの種子から絞った油。クスクスやサラダに用いる他、パンにつけて食べる。
- スメン（سمن）- 澄ましバター。ハーブを練り込んだものや何年も醗酵させたものがある。
- ルアス＝ル＝ハーヌート（英語版）（رأس الحانوت）- カルダモン、メース、ナツメグ、シナモン、唐辛子などをブレンドした調味料。
- メルゲーズ（مرقاز）- 羊肉や牛肉の辛いソーセージ。

## 無形文化遺産
2010年、イタリア料理、ギリシア料理、スペイン料理と共にモロッコ料理が「地中海食」として国際連合教育科学文化機関の無形文化遺産に登録された。2014年、「アルガンノキに関する慣習とノウハウ」が登録された。